# 赤松義雅
赤松 義雅（あかまつ よしまさ）は、室町時代中期の武将。赤松満祐の実弟。

## 生涯
赤松義則の子で満祐の実弟。永享4年（1432年）9月、大和で越智維通らによる大和永享の乱が起こって筒井良舜が幕府に援助を求めてくると、義雅は兄の命令で畠山持国と共に軍を率いて越智の立て籠もる箸尾城を11月30日に攻め落とした。しかし帰途に野伏の襲撃を受けて60名の家臣を失い、自らも負傷した（『満済准后日記』）。
永享12年（1440年）3月17日、第6代将軍・足利義教の命令で義雅の所領は全て没収され、改めて兄の満祐の他に一族の赤松貞村、そして細川持賢に分割して与えられることになった。これは義教の有力守護大名に対する干渉策の一環であるが、これが原因で義教に対する満祐の憎悪がさらに高まったという。
嘉吉元年（1441年）6月24日の足利義教の殺害事件である嘉吉の変では、義雅は播磨に在国しており兄や弟の則繁らが義教殺害を計画していたことに関与していなかったという。
しかし将軍殺害後、義雅の一条町屋にあった屋敷は満祐によって焼かれており、また満祐の実弟であることから否応無しに満祐方とされてしまった。そして、山名宗全を主力とした幕府軍が赤松討伐に乗り出すと、満祐の命令で山名軍が攻め込んでくる但馬口を守ったが8月30日に敗れ、赤松家居城の城山城に立て籠もった。しばらくは幕府軍相手に善戦したが、9月9日の夜に息子の千代丸を連れて城から脱出し、一族の赤松満政が担当する攻め手の陣に投降した。しかし将軍暗殺首謀者の近親者であるため許されるはずも無く、千代丸を満政に託して自害した。享年45。
辞世の歌は、「思ひきや、四十路あまりの、春秋を、花や紅葉と、散り果てんとは」（『赤松盛衰記』）
遺児の千代丸はのちに時勝と名乗るが早世し、その息子の赤松政則の時代に赤松家は再興することになる。